# Stashcat
Stashcat, in Eigenschreibweise stashcat, ist ein im April 2016 veröffentlichter, proprietärer Instant-Messenger der Stashcat GmbH aus Hannover. Die Software läuft auf Smartphones, Tablets und PCs, und kann über eine Android- bzw. iOS-App sowie im Browser als Webclient und als Desktopclient auf Windows und macOS genutzt werden. Zielgruppe sind Behörden mit Sicherheitsaufgaben (BOS), das Militär und Unternehmen. Ende 2020 wurde Stashcat unter anderem von 50.000 Bundeswehrsoldaten und an über 6.500 Schulen eingesetzt.
Stashcat ist abhörsicher und kombiniert im Frontend typische Messenger-Funktionen mit einem Filehosting-Angebot. Der Backend ist als Serverinfrastruktur Teil der Software und läuft auf einem eigenen Cloudspeicher auf deutschen Servern oder auf eigenen Unternehmensservern mit virtualisierten Linux-Servern.
Stashcat gehörte bis 2021 der heinekingmedia GmbH und wurde dann an Secunet Security Networks AG verkauft.

## Funktionen
Stashcat erlaubt es zwischen zwei oder mehr Geräten Textnachrichten, Bilder, Videos, Kontakte und andere Dateien auszutauschen. Das Senden und Empfangen der Nachrichten geschieht über das Internet (WLAN oder Mobilfunk) und nutzt das Framework Electron. Es verfügt über eine geschlossene Kontaktdatenbank mit LDAP-Schnittstelle, Ende-zu-Ende-Verschlüsselung (RSA 4096 Bit, AES 256), Georeferenzierung, ChatBot und einer Dateiablage für jeden Nutzer.
Seit dem ersten Quartal 2020 bietet die Software auch die Möglichkeit zu Sprach- und Videotelefonie sowie zu Videokonferenzen mit Screen-Sharing.
Stashcat kann auch innerhalb von Mobile Device Management Systemen wie MobileIron, Airwatch und Blackberry eingesetzt werden.

## Vermarktung und Entwicklung
Stashcat kann in vollem Funktionsumfang kostenlos getestet werden. Eine Preisliste sowie einen kostenfreien Test erhält man durch eine Anfrage über das Beratungsformular auf der Webseite des Anbieters. Nach Unternehmensangaben nutzten 2020 täglich 8.000 Unternehmen und Institutionen Stashcat. Anfang 2021 waren es bereits 1,3 Millionen Nutzer.
Zu den Gründern von Stashcat gehört unter anderem Christopher Bick, Felix Ferchland, Andreas Noack und Johannes Harries (Gründer heinekingmedia). Bick und Ferchland begannen 2013 mit einem Team ein Kollaborationstool als Lernplattform für den Bildungsmarkt entwickelte. Nach der Übernahme durch heinekingmedia 2016 wurde Stashcat von Grund auf neu entwickelt.

## Kundenlösungen
Für Kunden mit besonderen Ansprüchen wird Stashcat angepasst und als eigenständige App angeboten.

### NIMes (Niedersachsen Messenger)
Ab Oktober 2017 wurde NIMes von der Polizei Niedersachsen für rund 23.500 Mitarbeiter und Beamte in Niedersachsen als sicherer Messenger zur behördeninternen Kommunikation verwendet. Bereits 2015 testete die Polizei in Niedersachsen den Messenger SIMSme von der Deutschen Post.

### HePolChat (Hessische Polizei)
HePolChat wird seit 2018 von der Polizei Hessen als Messenger für den Versand von Textnachrichten, Bild, Video und Ton genutzt und wird an alle Dienststellen landesweit ausgegeben.

### Schul.Cloud
Die Schulkommunikationslösung schul.cloud basiert ebenfalls auf Stashcat.

### Bundeswehrmessenger
Im November 2019 wurde der Bundesministerin der Verteidigung Annegret Kramp-Karrenbauer bei ihrem Antrittsbesuch im Cyber Innovation Hub der Bundeswehr der Bundeswehrmessenger (BwChat) vorgestellt. Ein Jahr später beschloss die Bundeswehr aber zur Open-Source Lösung Matrix zu wechseln.

### Airbus
Im Februar 2017 kam es zu einer Kooperation mit dem Geschäftsbereich Secure Land Communications (SLC) vom Airbus-Konzern. Auf dem Tactilon Dabat, einem kombinierten Smartphone und TETRA-Funkgerät wurde mittels der App SmarTWISP ebenfalls Stashcat installiert.

### THW-Messengerhermine@THW
Das Technische Hilfswerk entschied im Juli 2020, Stashcat für die interne Kommunikation einzuführen. Der Dienst kann sowohl für eine Unterstützung der Einsatzkommunikation als auch für die Kommunikation im THW-Alltag genutzt werden. Die Einführung eines Messenger-Dienstes für das gesamte THW war insbesondere ein Wunsch von THW-Präsident Gerd Friedsam.

## Schwachstellen
Im Juli 2017 fand die Ciphron GmbH, ein Beratungsunternehmen für Informationssicherheit aus Hannover, bei einem halbtägigen Audit Schwachstellen in kryptographischen und sicherheitsgebenden Funktionen des Instant Messengers Stashcat in der Android-Version 1.5.18 und 1.7.5 und in Desktop-Clientversion 0.0.86 und durch Reverse Engineering. Die gefundenen Schwachstellen wurden durch den Hersteller beseitigt.
Ein lokaler Export aller Daten, Chatverläufe und geteilter Inhalte aus dem persönlichen Speicher ist möglich, lässt sich aber auf administrativer Ebene unterbinden.